# Železniško postajališče Frankovci
Železniško postajališče Frankovci je eno izmed železniških postajališč v Sloveniji, ki oskrbuje bližnje naselje Frankovci.